# Gray Matter
Gray Matter var ett hardcore-band från Washington, D.C., som var aktiva under 1980- och 1990-talet. Bandet splittrades 1987, återförenades 1990, och splittrades återigen 1993.

## Medlemmar
- Geoff Turner - sång, gitarr
- Steve Niles - elbas, sång
- Mark Haggerty - gitarr
- Dante Ferrando - trummor
- John Kirchstein - trummor (1985)

## Diskografi

### Album
- Food for Thought (1984)
- Thog (1992)

### EP
- Alive and Kicking (1985)
- Take It Back (1985)
- 4 Songs (1990)[1]

### Singlar
- Burn No Bridges (1986)[2]
- Second Guess / Catholic Girl (1992) (delad singel med Severin)[2]

### Samlingsalbum
- Food For Thought & Take It Back (1990)